# Uvedalia
Uvedalia, maleni biljni rod iz porodice Phrymaceae, dio je tribusa Mimuleae. Sastoji se od dvije vrste iz Australije. Obje vrste izdvojene su iz roda Mimulus.

## Opis
Sitno zeljasto bilje.

## Vrste
1. Uvedalia clementii (Domin) W.R.Barker & Beardsley
2. Uvedalia linearis R.Br.; tipična